# Perfil (album)
Pour les articles homonymes, voir Perfil (homonymie).

Perfil est une compilation de chansons d'Adriana Calcanhotto, son septième album, sorti en 2003.

## Liste des chansons
1. Cariocas
2. Devolva-me
3. Esquadros
4. Inverno
5. Mais feliz
6. Maresia
7. Marina
8. Mentiras
9. Metade
10. Naquela estação
11. Por isso eu corro demais
12. Senhas
13. Vambora